# Maritime Training and Education Centre
MARTEC (En forkortelse af Maritime and polytechnic college), er et maritimt uddannelsescenter med fire forskellige afdelinger i Frederikshavn, Aalborg og Skagen, hvor der tilbydes maskinmester - samt forskellige navigations- og søfartsuddannelser.
MARTEC blev etableret den 1. januar 2001 ved en sammenlægning den lokale maskinmesterskole og søfartsskole. 
Den 1. maj 2003 overtog MARTEC driften af Skoleskibet Danmark fra Søfartsstyrelsen.
I maj 2017 blev Skagen Skipperskole en del af MARTEC, og omtales i dag som MARTEC Skagen.

## Hovedaktiviteter og uddannelser
Centret består i 2018 af tre afdelinger med følgende hovedaktiviteter:
- Maskinmester – sigter mod ledende stillinger i industri og søfart
- Skibsmaskinist – sigter mod lederstillinger i mindre skibe
- Skibsassistent (Befaren og Ubefaren) – sigter mod det praktiske arbejde om bord på skibe og arbejder både på dækket og i maskinrummet.
- HF-søfart – en kombinationen af en gymnasial ungdomsuddannelse (HF-uddannelse) og ubefaren skibsassistent.
- Skibsfører
- Kyst-, Sætte- og Fiskeskippere
- Skoleskibet DANMARK
- On- & Offshore kursusafdeling]